# Obsidian Entertainment
Obsidian Entertainment – amerykańskie przedsiębiorstwo powstałe w 2003 roku w Santa Ana w Kalifornii, zajmujące się produkcją gier komputerowych. Zostało założone przez byłych pracowników Black Isle Studios, po zamknięciu tego studia przez właściciela – Interplay Entertainment. Przedsiębiorstwo ma siedzibę w Irvine, w Kalifornii. Jego dyrektorem generalnym (CEO) jest Feargus Urquhart.
Niektóre z projektów studia zostały anulowane w fazie produkcji. Star Wars: Knights of the Old Republic 3 było w preprodukcji, lecz LucasArts nie wyraziło zgody na dalsze prace. Na przełomie lat 2007–2008 studio negocjowało z Atari stworzenie gry Baldur's Gate III, co skończyło się niepowodzeniem, gdy europejski oddział Atari został sprzedany. W 2009 roku zaprzestano prac nad grą w uniwersum Obcego, Aliens RPG. W listopadzie 2018 studio zostało przejęte przez Microsoft.

## Wyprodukowane gry
- Star Wars: Knights of the Old Republic II – The Sith Lords (2004) – po wydaniu Star Wars: Knights of the Old Republic BioWare uznało, że prace nad kontynuacją zleci studiu Obsidian Entertainment, a sami zajmą się innymi projektami[6]. Proces tworzenia gry rozpoczął się w momencie, gdy pierwsza część została wydana na Xboxa. Gra została wykonana za pomocą usprawnionego silnika Odyssey, użytego przy tworzeniu Knights of the Old Republic, a podczas produkcji BioWare współpracowało z twórcami[6]. Z powodu zbliżającej się premiery, twórcy musieli wyciąć z gry niektóre elementy takie jak planety czy wątki fabularne[1]. Zostały one przywrócone w 2012 roku przez fanów w postaci darmowej modyfikacji[7]. Knights of the Old Republic II: The Sith Lords zostało wydane 8 lutego 2005 roku. Jej fabuła została osadzona w świecie Gwiezdnych wojen, pięć lat po wydarzeniach z pierwszej części. Krytycy pozytywnie ocenili wątek fabularny, jak i bohaterów gry.

- Neverwinter Nights 2 (2006) – prace nad grą rozpoczęto w lipcu 2004 roku[8]. Do pracy nad projektem Obsidian zatrudnił kilka osób, które pracowały wcześniej w Black Isle Studios. Są to między innymi: Darren Monahan, producent Icewind Dale i Baldur's Gate: Dark Alliance, Marc Holmes, dyrektor artystyczny Neverwinter Nights[9] i główny designer Planescape: Torment, Chris Avellone[10]. BioWare użyczył silnika Aurora Engine użytego na potrzeby pierwszej części gry. Pracownicy Obsidian postanowili go ulepszyć tak, żeby uzyskać lepszą jakość oświetlenia i tekstur. Ulepszony silnik, nazwany Electron, miał posłużyć do wydania gry na konsolę Xbox 360, jednak ostatecznie pomysł został porzucony z powodów finansowych[10]. Neverwinter Nights 2 miało premierę 31 października 2006 roku w Stanach Zjednoczonych i 3 listopada w Europie. Akcja gry przedstawia wydarzenia w świecie fantasy Faerûn, a zasady rozgrywki są oparte na Dungeons & Dragons w edycji 3.5. Recenzenci chwalili wierne odtworzenie zasad systemu Dungeons & Dragons i główną linię fabularną.

- Neverwinter Nights 2: Maska zdrajcy (2007) – prace nad grą pod kryptonimem „NX1” rozpoczęto jeszcze przed premierą Neverwinter Nights 2[11]. Jej oficjalna zapowiedź nastąpiła w kwietniu 2007. Priorytetem dla twórców było poprawienie optymalizacji gry[12] i stworzenie absorbujących lokacji[13]. Fabuła bezpośrednio kontynuuje wydarzenia z podstawowej części gry i jest umiejscowiona w krainie Rashemen. Edytor poziomów zmodyfikowano tak, żeby dać więcej wolności dla Mistrzów Podziemi[13]. Premiera nastąpiła 27 września 2007 roku na system Microsoft Windows. Maska Zdrajcy zdobyła uznanie u recenzentów, którzy chwalili dojrzałą fabułę i projekt lokacji.

- Neverwinter Nights 2: Gniew Zehira (2008) – produkcja gry rozpoczęła się, gdy pierwszy dodatek był na ukończeniu[14]. W czerwcu 2008 Atari oficjalnie zapowiedziało prace nad tytułem[15]. W zamierzeniu dodatek miał być bliższy klasycznemu Dungeons & Dragons. Położono mniejszy nacisk na fabułę gry, żeby gracz mógł skupić się na eksploracji świata[16]. Inspiracjami dla projektantów były Fallout i seria Baldur's Gate[17]. Akcja gry rozgrywa się w tym samym czasie co Maska Zdrajcy. Premiera Gniewu Zehira odbyła się 18 listopada 2008 roku, a sam produkt spotkał się ze zróżnicowanym odbiorem. Krytycy chwalili odejście od stylu znanego z poprzednich gier z serii i nawiązanie do starszych gier fabularnych, a negatywnie wyrazili się o fabule.

- Alpha Protocol: Szpiegowska gra RPG (2010) – gra została oficjalnie ogłoszona w marcu 2008 roku i początkowo miała wyjść rok później[18]. Ostatecznie wydano ją 28 maja 2010 roku na platformy Microsoft Windows, Xbox 360 i PlayStation 3. Łącznie sprzedano ponad 700 tysięcy egzemplarzy gry, a Sega wycofała się z tworzenia kontynuacji[19]. Alpha Protocol: Szpiegowska gra RPG dostało zróżnicowane noty od recenzentów. Mówiono o niewykorzystanym potencjale i błędach technicznych.

- Fallout: New Vegas (2010) – podczas konferencji Bethesdy w kwietniu 2009 roku, Pete Hines ujawnił informację, że zlecono produkcję kolejnej gry z serii Fallout studiu Obsidian Entertainment[20]. Niektóre fragmenty fabuły gry zostały zaczerpnięte z nieukończonego projektu Van Buren, nad którym pracowało studio Black Isle[21]. Fallout: New Vegas ustanowił nowy rekord w liczbie linii dialogowych (około 65 tysięcy) w grze dla pojedynczego gracza[22]. Poza nowymi utworami, użyto także muzyki stworzonej przez Marka Morgana z pierwszych dwóch części serii[23]. Główny projektant Josh Sawyer wydał własną aktualizację do gry, która między innymi zmniejsza ilość życia i zdobywanego doświadczenia[24]. Sprzedano ponad pięć milionów egzemplarzy z grą[25]. Średnia ocen na wszystkie platformy wynosi około 83/100 punktów w serwisie Metacritic. Chwalono poprawę rozgrywki względem Fallout 3, a krytykowano błędy techniczne. Gra zdobyła tytuł „RPG of the Year 2011” na festiwalu Golden Joystick Award.

- Dungeon Siege III (2011) – po pięciu latach od premiery Dungeon Siege II zapowiedziano kolejną część. Została ona stworzona przez nowe studio, a także po raz pierwszy wydano wersję na konsole. Podczas produkcji Chris Taylor, twórca poprzednich gier z serii, zgodził się wspierać Obsidian Entertainment przy kreacji świata[26]. W czerwcu 2010 roku serwis Gamasutra podał, że przedsiębiorstwo Square Enix wykupiło prawa do marki Dungeon Siege[27]. Po przesunięciu premiery o jeden miesiąc gra ostatecznie pojawiła się na rynku 17 czerwca 2011 roku[28]. Łącznie sprzedano ponad 820 tysięcy egzemplarzy Dungeon Siege III[29]. Dungeon Siege III został pozytywnie odebrany. Krytycy stwierdzili, że rozgrywka została jest wciągająca, a elementy RPG zostały dobrze dobrane.

- South Park: Kijek Prawdy (2014) – komputerowa gra fabularna oparta na licencji serialu Miasteczko South Park. Po upadku THQ prawa do gry wykupiło studio Ubisoft[30]. Gra ukazała się w marcu 2014 roku[31]. W niektórych krajach gra została ocenzurowana[32]. South Park: Kijek Prawdy dostał wysokie noty od recenzentów, którzy chwalili udaną adaptację i wciągającą rozgrywkę.

- Pillars of Eternity – we wrześniu 2012 roku na oficjalnej stronie studia rozpoczęto odliczanie do zapowiedzi nowej gry zatytułowanej Project X[33]. 14 września wystartowała zbiórka pieniędzy na stronie Kickstarter, a projekt zyskał roboczą nazwę Project Eternity[34]. W przeciągu doby twórcy zebrali ponad milion dolarów, po czym zaczęli stopniowo dodawać kolejne progi finansowe zapewniające nowe elementy do gry[35]. W przeciągu miesiąca zebrano ponad 4 miliony dolarów, dzięki czemu pobito rekord gry Double Fine Adventure, a Project Eternity stało się grą o największej zbiórce pieniędzy na Kickstarterze[36]. Premiera odbyła się 26 marca 2015 na platformy Microsoft Windows, OS X i Linux[37][38]. Gra jest stworzona na silniku Unity[39]. 10 grudnia 2013 studio poinformowało o zmianie tytułu gry na Pillars of Eternity[40].

- Skyforge – razem z rosyjskim studiem Allods Team, Obsidian Entertainment pracował nad grą MMORPG free-to-play o nazwie Skyforge. Gra została wydana w 2015 roku[41].

- Na targach Gen Con w 2014 zapowiedziano cyfrową adaptację gry karcianej Pathfinder Adventure Card Game[42]. Grę wydano pod tytułem Pathfinder Adventures, najpierw na urządzenia przenośne (2016), a potem na PC (2017).

- Tyranny – gra fabularna wydana w 2016 roku na platformie Windows[43].

- Pillars of Eternity II: Deadfire – sequel Pillars of Eternity wydany w 2018 roku na Windows, a w 2020 roku na PlayStation 4 oraz Xbox One[44].

## Produkty anulowane
Aliens RPG – gra w uniwersum Obcego. Początkowo miała wyjść na platformy Microsoft Windows, Playstation 3 i Xbox 360, jednak w czerwcu 2009 roku projekt anulowano. Feargus Urquhart w wywiadzie dla serwisu Joystiq stwierdził, że gra była prawie gotowa. Miała oferować kontrolę nad oddziałem Marines i walkę turową. W lutym 2013 roku pokazano 13-minutowy film prezentujący rozgrywkę.
Armored Warfare – sieciowa gra wojenna zapowiedziana w marcu 2014 roku. Produkcja powstaje przy użyciu silnika CryEngine. Obsidian Entertainment zostało odsunięte od prac nad grą 11 lutego 2017 roku. Projekt przejął wewnętrzny oddział deweloperski My.com i Mail.ru.

## Status nieznany
The Wheel of Time – w 2009 roku ogłoszono, że studio Red Eagle Games stworzy grę na podstawie serii książek Roberta Jordana o tytule Koło Czasu. W lutym 2010 roku podano, że Obsidian Entertainment dołączy do Red Eagle Games.